# ناو پرینتس اویگن
ناو پرینتس اُیگِن ((به آلمانی: Prinz Eugen) : شاهزاده اُیگِن) ناو ِ آلمانی به طول ۲۱۲٫۵ متر (۶۹۷ فوت ۲ اینچ) و ساختهٔ سال ۱۹۳۸ بوده است.